# Klonoa Beach Volleyball
Klonoa Beach Volleyball (Клоноа: Пляжный Волейбол, яп. ク ロ ノ ア ビ ー バ レ ー 最強 チ ー ム 決定) — спортивная видеоигра, разработанная Namco и выпущенная для PlayStation. Она является побочным продуктом серии игр Klonoa. Его выпуск был ограничен Японией и Европой (с персонажами, говорящими на английском языке в последней).

## Описание
Аркадный пляжный волейбол два на два со сказочными персонажами вселенной Klonoa. Игровой процесс по сути очень простой, но затягивающий. В турнире за каждое очко борешься до последнего, есть супер-атаки вносящие элемент непредсказуемости. Это единственная игра из серии Klonoa, в которой есть режим многопользовательской игры, позволяющий играть четырём игрокам и конкурировать в парах против другой команды.

## Отзывы
| Иноязычные издания | Иноязычные издания |
| Издание            | Оценка             |
| ------------------ | ------------------ |
| Consoles Plus      | 80/100             |
| Jeuxvideo.com      | 10/20              |
| Super GamePower    | 9,5/10             |
| Consoles+          | 80/100             |

Волейбольный симулятор получил в основном положительные отзывы. Super GamePower поставил ей оценку в 9,5 баллов из 10.